# Peter Wiedemeijer
Peter Wiedemeijer (19 december 1932 - 1 juli 1983) was een Nederlandse zanger.
Wiedemeijer begon met zingen in de jaren '50. Hij was zanger bij diverse radio-orkesten. De grootste hit van Wiedemeijer was Die tijd van vroeger dat geschreven en geproduceerd was door Jack de Nijs. Dit lied stond in 1975 vijf weken in de Nederlandse Top 40 met als hoogste positie plaats 25. De B-kant van dit nummer was In de regen. Wiedemeijer overleed op 1 juli 1983, op vijftigjarige leeftijd.
In 1977 bereikte zijn single De winters waren koud de Tipparade. De plaat was een cover van Dana's kersthit It's gonna be a cold Christmas.
Peter Wiedemeijer was 25 jaar zanger bij het VARA dansorkest. Elke zaterdag live muziek uit studio 1 met Charlie Nederpelt als dirigent en Joop Smits als presentator.
Hier zong hij samen met o.a. Joke Bruijs en Willeke Alberti. Het repertoire waren evergreens zoals Ol' man river, L.o.v.e, You and me.
Hij was uitbater van dancing “Die tijd van Vroeger” in de plaats Niel in België.
Naast het feit dat hij zanger was, was Peter Wiedermeijer ook diamantslijper 